# Скаківська сільська рада
Скаківська сільська рада — колишня адміністративно-територіальна одиниця та орган місцевого самоврядування у Коднянському (Солотвинському), Бердичівському районах і Бердичівській міській раді Житомирської і Бердичівської округ, Вінницької й Житомирської областей Української РСР та України з адміністративним центром у с. Скаківка.

## Населені пункти
Сільській раді були підпорядковані населені пункти:
- с. Скаківка
- с. Журбинці
- с. Хмелище

## Населення
Кількість населення ради станом на 1923 рік становила 1 144 особи, кількість дворів — 234.
Відповідно до перепису населення СРСР, станом на 17 грудня 1926 року, чисельність населення ради становила 1 335 осіб, з них, за статтю: чоловіків — 636, жінок — 699, етнічний склад: українців — 1 312, росіян — 9, євреїв — 1, поляків — 8, інші — 5. Кількість господарств — 300.
Відповідно до результатів перепису населення СРСР, кількість населення ради станом на 12 січня 1989 року становила 1 243 особи.
Станом на 5 грудня 2001 року, відповідно до перепису населення України, кількість мешканців сільської ради становила 1 044 особи.

### Мова
Розподіл населення за рідною мовою за даними перепису 2001 року:
| Мова       | Відсоток |
| ---------- | -------- |
| українська | 99,04 %  |
| російська  | 0,86 %   |
| молдовська | 0,10 %   |

## Склад ради
Рада складалася з 14 депутатів та голови.

### Керівний склад сільської ради
| ПІБ                     | Основні відомості                                                  | Дата обрання | Дата звільнення |
| ----------------------- | ------------------------------------------------------------------ | ------------ | --------------- |
| Шлапак Борис Васильович | Сільський голова , 1966 року народження, освіта, безпартійний      | 26.03.2006   | 31.10.2010      |
| Шлапак Борис Васильович | Сільський голова , 1966 року народження, освіта вища, безпартійний | 31.10.2010   |                 |

Примітка: таблиця складена за даними джерела

## Історія
Створена 1923 року в складі сіл Скаківка та Хмелище Солотвинської волості Житомирського повіту Волинської губернії. Станом на 17 грудня 1926 року в підпорядкуванні значився хутір Нагребецького (згодом — Чорні Лози).
Станом на 1 вересня 1946 року сільська рада входила до складу Бердичівського району Житомирської області, на обліку в раді перебували села Скаківка, Хмелище та х. Чорні Лози.
11 серпня 1954 року, відповідно до указу Президії Верховної ради Української РСР «Про укрупнення сільських рад по Житомирській області», до складу ради приєднано с. Журбинці ліквідованої Журбинецької сільської ради Бердичівського району. На 1 березня 1961 року х. Чорні Лози не перебував на обліку населених пунктів.
На 1 січня 1972 року сільська рада входила до складу Бердичівського району Житомирської області, на обліку в раді перебували села Журбинці, Скаківка та Хмелище.
Ліквідована 3 січня 2019 року через об'єднання до складу Гришковецької селищної територіальної громади Бердичівського району Житомирської області.
Входила до складу Коднянського (Солотвинського, 7.03.1923 р.), Бердичівського (17.06.1925 р., 28.06.1939 р.) районів та Бердичівської міської ради (15.09.1930 р.).